# 蘭海高速道路
蘭海高速道路（蘭州-海口高速道路）（らんかいこうそくどうろ、簡体字: 兰海高速公路（兰州-海口高速公路））は、中華人民共和国の国家高速道路網を構成し、路線番号はG75である。蘭州市を起点とし、広元市、南充市、重慶市、遵義市、貴陽市、麻江県、都勻市、河池市、南寧市、北海市、湛江市、恩平市を経由し、海口市を終点とする全長2570kmである。うち湛江市から海口市まではG15瀋海高速道路と共通である。

## 経路

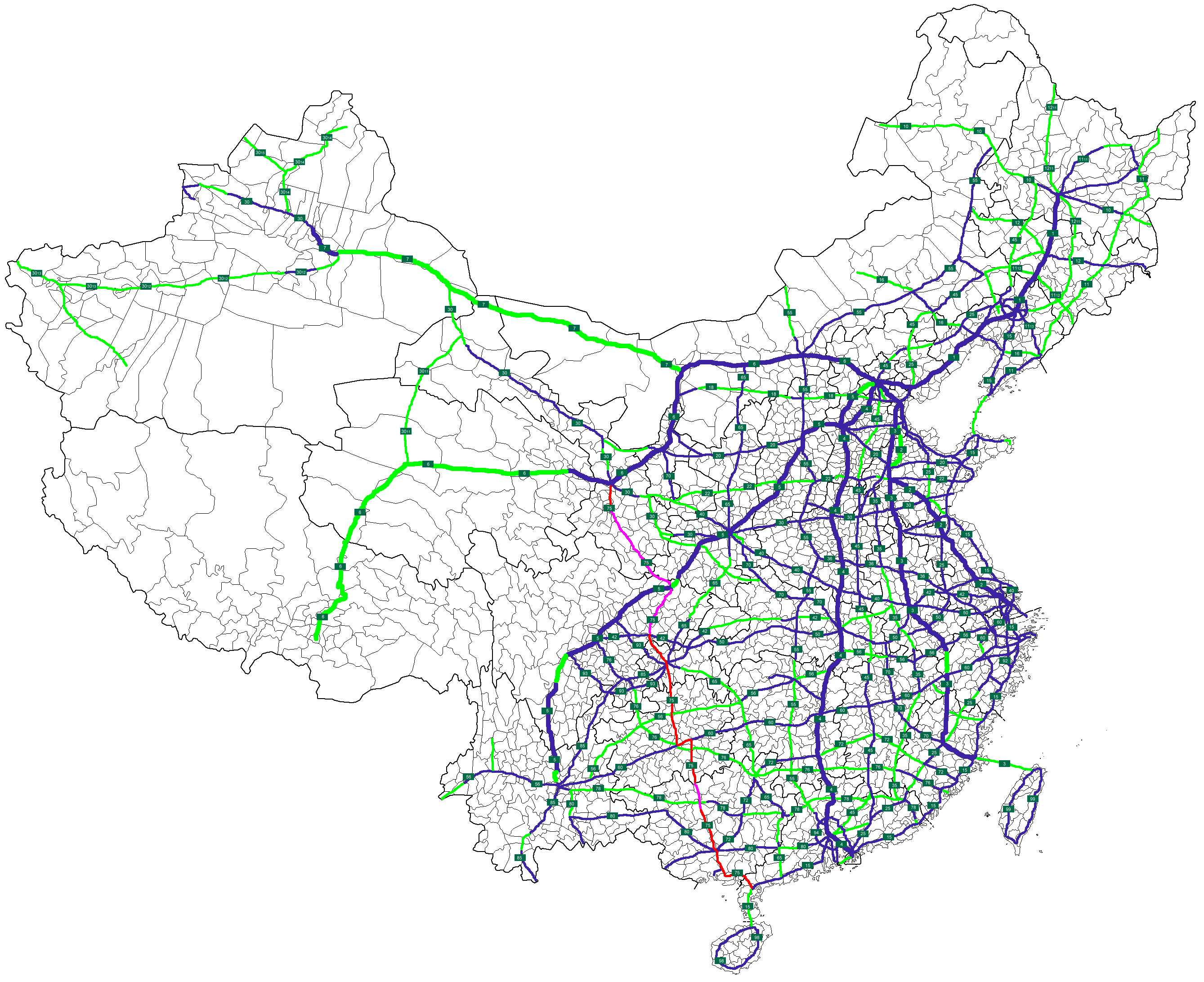
蘭海高速道路(供用中) 蘭海高速道路(建設・計画中)
その他の高速道路(供用中) その他の高速道路(建設・計画中)

広東の高速道路網中の蘭海高速の位置

- 甘粛省区間：蘭州-臨洮区間開通、臨洮-四川省境区間計画・建設中。
- 四川省区間：甘粛省境-南充区間計画・建設中、南充-重慶区間開通済み。
- 重慶市区間：全線開通。
- 貴州省区間：全線開通、都勻-新寨区間部分は二級自動車専用道路が高速道路へと昇級したもの。
- 広西チワン族自治区区間：貴州省境-都安区間計画･建設中、都安-北海(広東省境)区間開通済み。
- 広東省区間：全線開通、渝湛高速(高橋-遂渓) - 湛徐高速が一部を構成。
- 瓊州海峡トンネル：計画中。
- 海南省区間：海口連接線開通済み。